# Blackfoot Crossing
Pour les articles homonymes, voir Blackfoot.
Le parc historique Blackfoot Crossing est un complexe de sites historiques situé sur la réserve indienne Siksika 146 en Alberta au Canada. Il s'agit d'un gué (crossing en anglais) de la rivière Bow qui était traditionnellement utilisé pour la chasse au bison et comme lieu de rassemblement par les Siksikas et leurs alliés de la Confédération des Pieds-Noirs (Blackfoot en anglais).

## Géographie
Le complexe de sites historiques Blackfoot Crossing se situe dans la réserve indienne Siksika 146 en Alberta. Les villes les plus proches sont Cluny et Gleichen dans le comté de Wheatland.

## Histoire
En 1877, ce lieu a été l'endroit où le Traité numéro 7 a été signé entre plusieurs Premières Nations et le monarque.